# Mondl Ferenc
Mondl Ferenc (Budapest, 1902. március 27. – Csandígarh, India, 1964. március 15.) elektromérnök, Kossuth-díjas (1955).

## Életpályája
Elektromérnöki oklevelét 1925-ben a thüringiai Ilmenauban szerezte. Munkáját Berlinben, majd Budapesten, az Ericsson gyárnál kezdte, utóbb a Hajós és Szántó cégnél mint főkonstruktőr működött. Itt szerkesztette meg a villamos fogyasztásmérők mellett a Pintsch-féle gázmérőt is.
A második világháború után a mosonmagyaróvári Vadásztölténygyárban a Bouchel–Mondl-féle gázmérőt konstruálta, majd a gödöllői Ganz Árammérőgyár főkonstruktőre lett. Itt készítették el Vecsei Gézával együtt azt az új fogyasztásmérőt, melyért Kossuth-díjat kaptak.

## Munkássága
Különleges típusú árammérők, villamos felhúzású kapcsolóórák és hitelesítő árammérők szerkesztése fűződik nevéhez. Fő műve az indiai Chandigarhban magyar exportként létesített árammérőgyár, melynek üzembe helyezése közben érte utol a halál 1964. március 15-én.